# Proctolabus diferens
Proctolabus diferens är en insektsart som beskrevs av Márquez Mayaudón 1962. Proctolabus diferens ingår i släktet Proctolabus och familjen gräshoppor. Inga underarter finns listade i Catalogue of Life.